# Ithobaal Ier
Ithobaal Ier, ou Ethbaal, fut roi de Tyr de 888 à 856 av J.C. 
À l'origine prêtre de la déesse Astarté, Ithobaal Ier fonde une nouvelle dynastie en renversant le roi Phelles, lui-même assassin de son frère Astharymos.
Ithobaal vécut soixante-huit ans et régna pendant trente-deux ans. Sous son règne, Tyr étendit son influence et son pouvoir sur l'ensemble de la Phénicie. Les relations maritimes se développèrent avec l'ensemble du monde méditerranéen. Il entretenait d'excellentes relations avec les rois d'Israël. La grande menace venait de la puissance hégémonique des Assyriens.
Il eut 2 enfants :
- Baal-Ezer II, ou Badezor, ou encore Badezir, roi de Tyr.
- Jézabel, future reine d'Israël, qu'il maria à Achab, fils d'Omri, roi d'Israël.

## Sources
- Sabatino Moscati, Les Phéniciens, Paris, Arthème Fayard, coll. « Marabout Université », 1971, 278 p. (ISBN 2501003543)